# 番付表

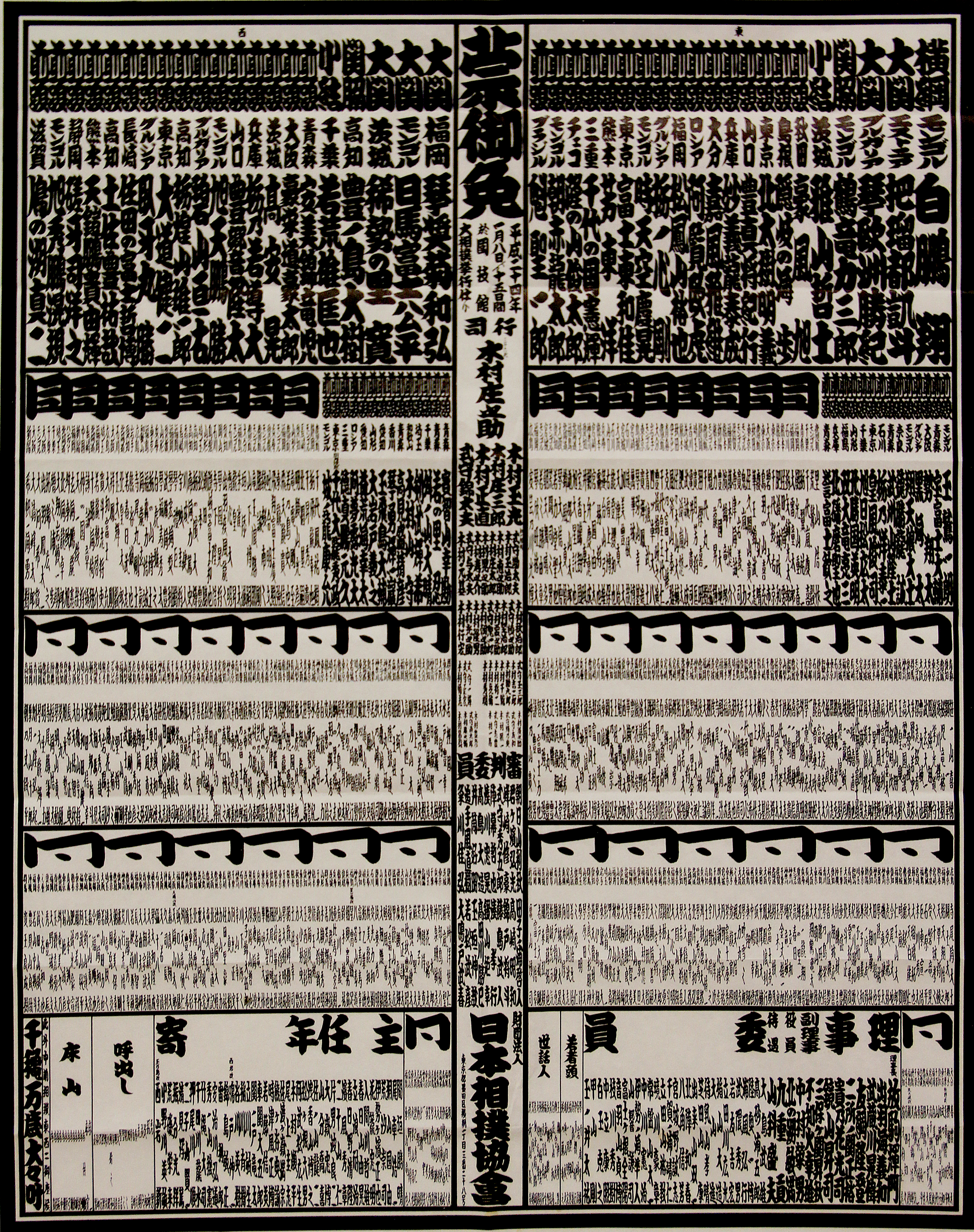
平成24年（2012年）1月場所的番付表

番付表（日语：／ Banzuke */?），是日本大相撲的排名表，列出了在本場所中出賽力士的排名，通常在比賽開始前兩週發布。
番付表分東、西兩邊（東的地位比西高，因東象徵日出），有力士的四股名、等級、出身地和所屬相撲部屋。由最高階幕內力士橫綱寫起，字體也最大，一直寫到最低的序之口。除了力士排名外，還列出了行司（相撲裁判）、呼出（引導員/雜工）、勝負審判（評委）、年寄（日本相撲協會的大員），偶爾還有床山（理髮師）的名字。
番付表的製作可以追溯到1761年，並且幾個世紀以來一直是相撲文化的組成部分。番付表是從右到左，上到下閱讀，被相撲粉絲認為是收藏品。
江戶時代日本的溫泉仿照相撲番付表加以排名，稱為「溫泉番付」。其他如三味線、遊女(娼婦)、歌舞伎、落語等也都有類似的排行榜。

## 預備
每次本場所後幾天，相撲協會的番付編成會議開始討論力士的升降級，完成後，高級的行司就會開始下筆抄寫，通常需要一周左右的時間來完成。
番付的正式公布通常在比賽開始前的13天週一。現在的相撲部屋多使用相撲協會分發的複印本送給支持者，也可以在相撲協會網站上以少量費用購買（以前是要新入門的弟子用毛筆正式抄寫）。